# Jimmy James
Jimmy Peter James (* 19. Juni 1982 in Berlin) ist ein ehemaliger deutscher Basketballspieler. Er spielte in der Basketball-Bundesliga für Berlin, Hagen sowie Tübingen.

## Laufbahn
James stieß im Alter von 13 Jahren zur Nachwuchsabteilung des TuS Lichterfelde und schaffte einige Jahre später den Sprung in den Zweitligakader. Darüber hinaus gehörte er zum erweiterten Aufgebot von Alba Berlin. Sein erstes Spiel in der Basketball-Bundesliga für die Berliner bestritt James im Dezember 2002 und kam im Playoff-Viertelfinale gegen Frankfurt zu einem zweiten Kurzeinsatz. Alba gewann in jener Saison 2002/03 die deutsche Meisterschaft sowie den Pokalwettbewerb. Mittels einer „Doppellizenz“ sammelte er Spielzeit bei „TuSLi“ und war 2002/03 mit einem Punkteschnitt von 18,5 ein Führungsspieler der Zweitligamannschaft.
James wurde vom Bundesligisten Brandt Hagen verpflichtet und unterzeichnete einen Zweijahresvertrag. Nach Insolvenz und Bundesliga-Rückzug des Klubs im Dezember 2003 beendete er die Saison 2003/04 beim TuS Lichterfelde in der zweiten Liga. Zur Saison 2004/05 nahm er das Angebot der Walter Tigers Tübingen an, für die er in 13 Bundesliga-Spielen zum Einsatz kam und dabei insgesamt acht Zähler erzielte.
Es folgte der Wechsel von Tübingen nach Paderborn. Mit den Ostwestfalen wurde James 2006 Meister der 2. Bundesliga Nord. Seine letzte Station als Profispieler war im Frühjahr 2008 der spanische Viertligist CB Sarria.

### Nationalmannschaft
2004 gehörte James zum erweiterten Aufgebot der deutschen A2-Nationalmannschaft.